# جایزه بزرگ فرانسه ۱۹۶۶
جایزه بزرگ فرانسه ۱۹۶۶ (انگلیسی: ‎1966 French Grand Prix‎) یک مسابقهٔ موتوری در رشتهٔ اتومبیل‌رانی فرمول یک بود که در تاریخ ۳ ژوئیهٔ ۱۹۶۶ در پیست رنس واقع در، برگزار شد. این گراند پری در میان ۹ گراند پری در فصل ۱۹۶۶، مسابقهٔ شمارهٔ ۳ بود.
در این مسابقه که در ۴۸ دور و به مسافت ۴۰۰٫۶۹۴ کیلومتر (۲۴۸٫۹۸۰ مایل) برگزار شد، پول پوزیشن توسط لورنزو باندینی کسب شد و سریع‌ترین زمان برای طی یک دور پیست که برابر با ۲:۱۱٫۳ بود نیز توسط لورنزو باندینی به ثبت رسید.
جک برابام از تیم برابام-رپکو، مایک پارکس از تیم فراری و دنی هیولم از تیم برابام-رپکو به‌ترتیب مقام‌های اول تا سوم مسابقه را کسب کردند.

## رده‌بندی قهرمانی پس از مسابقه
|       | جایگاه | راننده         | امتیاز |
| ----- | ------ | -------------- | ------ |
| ۶     | ۱      | جک برابام      | ۱۲     |
| ۱     | ۲      | لورنزو باندینی | ۱۰     |
|       | ۳      | جان سرتیز      | ۹      |
| ۲     | ۴      | جکی استوارت    | ۹      |
| ۱     | ۵      | جوهن رایندت    | ۹      |
| منبع: |        |                |        |

|       | جایگاه | سازنده       | امتیاز |
| ----- | ------ | ------------ | ------ |
|       | ۱      | فراری        | ۲۱     |
| ۲     | ۲      | برابام-رپکو  | ۱۲     |
| ۱     | ۳      | بی‌آرام       | ۹      |
| ۱     | ۴      | کوپر-مازراتی | ۹      |
|       | ۵      | ایگل-کلیمکس  | ۲      |
| منبع: |        |              |        |

یادداشت
- تنها پنج جایگاه نخست از هر رده‌بندی نمایش داده شده‌است.